# Remington Модель 121 Fieldmaster
Fieldmaster 121 — серія гвинтівок .22 калібру з помповим завтором, трубчастим магазином, яку випускала Remington Arms в період з 1936 по 1954 роки. Модель Sportmaster 121 мала ствол довжиною 25 дюймів, з суцільним дерев'яним ложем та вороненою обробкою. Її замінила Модель 572 Fieldmaster в 1955 році.

## Варіанти
- 121A Standard
- 121D Peerless
- 121E Expert
- 121F Premier
- 121ES
- 121FS
- 121SB Smooth Bore
- 121S Special Grade